# トーク番組

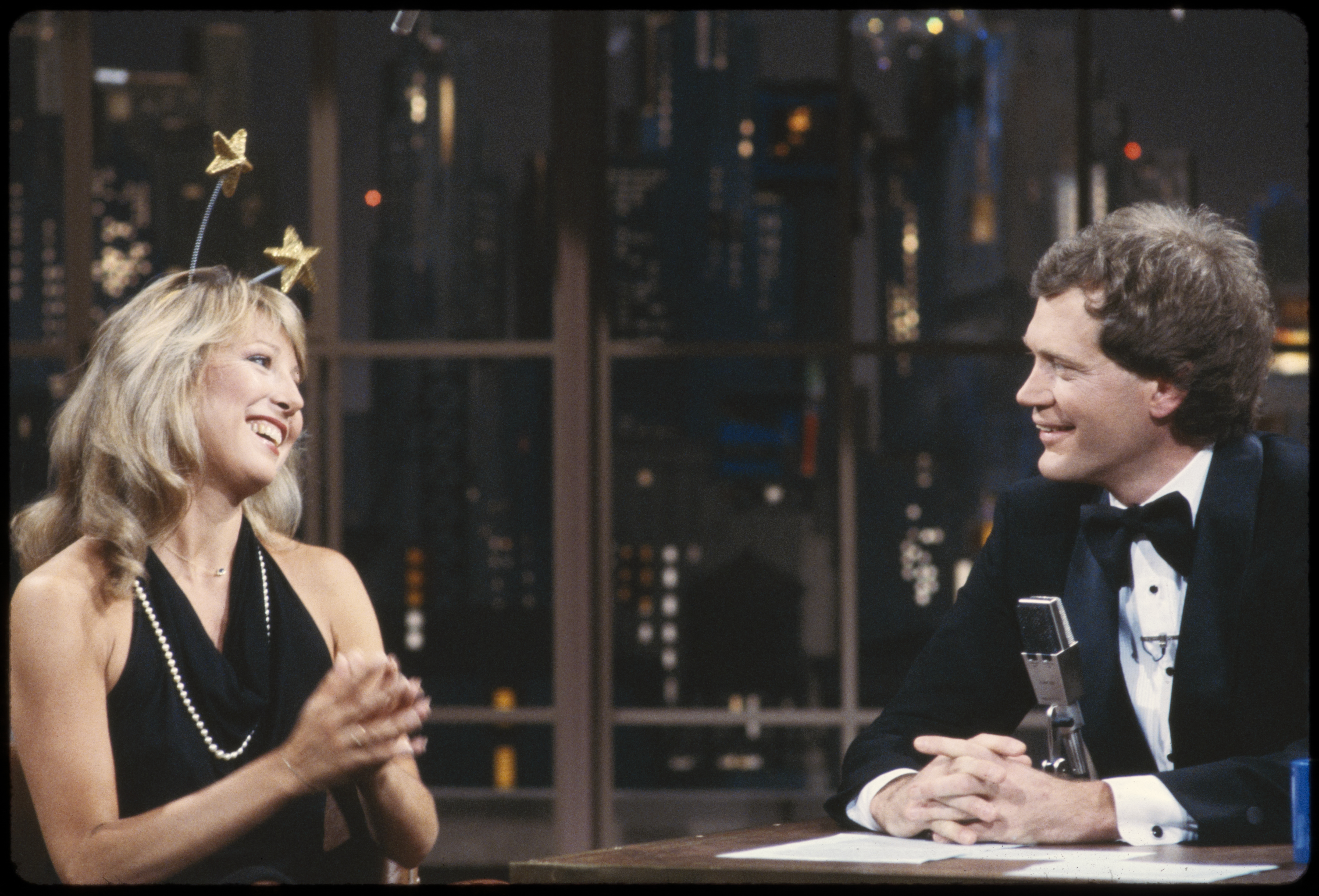
1982年、『Late Night with David Letterman』でゲストの女優・テリー・ガーにインタビューするデイヴィッド・レターマン。

トーク番組（トークばんぐみ）とは、出演者同士の会話をメインに据えたテレビ番組・ラジオ番組のジャンル。

## 概要
通常は、司会者（MC）とゲストが差し向かって対話を行う内容であればトーク番組とされている。近年はバラエティタレントが、私生活などをおもしろおかしく話すものが多い。ゲストが複数並ぶ番組も多く、「ひな壇」（参考：雛壇芸人）などと称されることもある。
テーマなしでフリートークを展開する番組もあれば、「お笑い」「音楽」「スポーツ」「料理」「恋愛」「人生相談」「報道」「雑学」「怪談」「都市伝説」「アニメ」「ゲーム」などの1つのテーマに絞ってトークを展開する番組もある。
1人の司会者と1人のゲストによる対談形式のトーク番組や、1人の司会者と10〜100人の複数のゲストによる討論形式のトーク番組もある。
司会者なしで、ゲストだけのトーク番組も存在する。
ラジオでは、リスナーからの質問にパーソナリティが回答する質疑応答のトークが主流となっている。
アメリカでは「トークショー」と呼ばれているが、日本とやや趣が異なり、日本でいう討論番組に近く、生放送で時宜を得たゲストを迎えて進行する。司会者はウィットに富んだ会話を求められるため、スタンダップコメディアンが起用されることが多い。司会は10年以上務めることも珍しくなく、総じて高額なギャランティを手にするため、一流タレント＝セレブリティとして認知されることとなる。
日本では『アメトーーク!』のヒットから複数芸人によるトーク番組が増加、2023年時点ではニュース性の強い番組でもトーク番組化＝ラジオ番組化していることが指摘されている。

## ラジオのトーク番組
ラジオのトーク番組の一覧は「Category:ラジオのトーク番組」参照

## 主なテレビのトーク番組の一覧
太字はゲスト1組との対談形式。（ただし、回によっては複数ゲストの場合もある）

### 帯番組
- あさイチ（NHK総合、金曜日のみ） - 番組内のトークコーナー「プレミアムトーク」
- ぽかぽか- 番組内のトークコーナー「ぽいぽいトーク」
- 徹子の部屋（テレビ朝日）
- バラいろダンディ（TOKYO MX）

など

### その他
- BSコンシェルジュ（NHK総合・BS1・BSプレミアム）
- 土曜スタジオパーク（NHK総合）
- 今夜も生でさだまさし（NHK総合）（特別番組、月1回）
- SWITCHインタビュー 達人達（NHK Eテレ）
- ミュージック・ポートレイト（NHK Eテレ）
- 100年インタビュー（NHK BSプレミアム）（特別番組、不定期）
- ズームイン!!サタデー（日本テレビ） - 番組内のトークコーナー「スナックモッチー」→「15台のカメラと鷲見玲奈」
- ダウンタウンのガキの使いやあらへんで!（日本テレビ） - 番組内のトークコーナー「フリートーク」、「はがきトーク」、「着ぐるみトーク」
- しゃべくり007（日本テレビ）
- 月曜から夜ふかし（日本テレビ）
- 踊る!さんま御殿!!（日本テレビ）
- 今夜くらべてみました（日本テレビ）
- にけつッ!!（読売テレビ）「フリートーク」
- 上沼・高田のクギズケ!（読売テレビ・中京テレビ共同制作）
- そこまで言って委員会NP（読売テレビ）
- マツコ&有吉 かりそめ天国（テレビ朝日）
- ザワつく!一茂良純ちさ子の会 → ザワつく!金曜日 一茂良純ちさ子の会（テレビ朝日）
- 雨上がり決死隊のトーク番組アメトーーク!（テレビ朝日）
- ビートたけしのTVタックル（テレビ朝日）
- 新婚さんいらっしゃい!（朝日放送テレビ[注釈 1]制作・テレビ朝日系列）
- マツコの知らない世界（TBS）
- 櫻井・有吉 THE夜会（TBS）
- A-Studio → A-Studio+（TBS）
- チマタの噺（テレビ東京）
- きらきらアフロTM（テレビ東京）（これまでのシリーズはテレビ大阪制作）
- じっくり聞いタロウ〜スター近況（秘）報告〜（テレビ東京）
- やりすぎ都市伝説（テレビ東京）（特別番組、不定期）
- さんまのまんま（関西テレビ制作・フジテレビ系列）（特別番組、年2〜3回）
- はやく起きた朝は…（フジテレビ）
- ボクらの時代（フジテレビ）
- ホンマでっか!?TV（フジテレビ）
- Love music（フジテレビ）
- 人志松本のすべらない話（フジテレビ）（特別番組、年1〜2回）
- FNS27時間テレビ（フジテレビ・FNS27局）（特別番組、年1回） - 番組内のトーク企画「さんま・中居の今夜も眠れない → 明石家さんまのラブメイト10」
- 志村でナイト（フジテレビ）[注釈 2] - 番組内のトークコーナー「ゲストトーク」
- 胸いっぱいサミット!（関西テレビ）
- 桃色つるべ〜お次の方どうぞ〜（関西テレビ）
- おかべろ（関西テレビ制作・フジテレビ系列）
- やすとも・友近のキメツケ!※あくまで個人の感想です（関西テレビ）
- テレビ寺子屋（テレビ静岡制作・フジテレビ系列）
- おぎやはぎの愛車遍歴 NO CAR, NO LIFE!（BS日テレ）
- ザ・インタビュー〜トップランナーの肖像〜（BS朝日）
- 極上空間（BS朝日）
- 人生最高レストラン（TBS）
- 全力!脱力タイムズ（フジテレビ）
- SONGS（NHK総合）
- シューイチ（日本テレビ） - 番組内のトークコーナー「ジューイチ」→「友イチ」→「今昔NEWSイッチ」
- 日曜日の初耳学（TBS） - 番組内のトークコーナー「初出しインタビュアー林修」
- ドーナツトーク（TBS）
- トークィーンズ（フジテレビ）

など

## 過去に放送された主なトーク番組の一覧
- スタジオパークからこんにちは（NHK総合）
- お元気ですか（NHK総合）
- 訪問インタビュー（NHK教育）
- トーク・ショー（NHK教育）
- トップランナー（NHK総合→教育）
- 資生堂一社提供枠（おしゃれシリーズ）（日本テレビ）
  - おしゃれ
  - オシャレ30・30 → おしゃれカンケイ→おしゃれイズム
- 三枝の爆笑夫婦 → 今日もワクワク → SAKAIです〜デザートーク〜（日本テレビ）
- 素顔が一番! → 素顔がイイねっ!（日本テレビ）
- ザ!情報ツウ（日本テレビ） - 番組内のトークコーナー「とーく!ツウ」
- ラジかる!!（日本テレビ） - 番組内のトークコーナー「青春リクエスト」
- 平日昼前の情報番組（日本テレビ）（『ラジかるッ』『おもいッきりDON!』『PON!』） - 番組内のトークコーナー「PON!PON!話そう フェニックスの部屋」（月〜水曜日）
- いつみても平平凡凡 → いつみても波瀾万丈（日本テレビ）
- 恋のから騒ぎ（日本テレビ）
- ナイナイサイズ!（日本テレビ）
- 99+（日本テレビ）
- 太田光の私が総理大臣になったら…秘書田中。（日本テレビ）
- ナカイの窓（日本テレビ）
- 誰だって波瀾爆笑（日本テレビ）
- 松紳（広島テレビ→日本テレビ制作・日本テレビ系列） - 番組内のトークコーナー「フリートーク」
- 関口宏のびっくりトーク ハトがでますよ! → 関口宏のびっくりトーク（読売テレビ制作・日本テレビ系列）
- キスだけじゃイヤッ!（読売テレビ制作・日本テレビ系列）
- 鶴瓶・上岡パペポTV（読売テレビ制作・日本テレビ系列）
- たかじんnoばぁ〜（読売テレビ制作・日本テレビ系列）
- ざまぁKANKAN!（読売テレビ）
- 愛の修羅バラ!（読売テレビ・中京テレビ共同制作）
- はなまるマーケット（TBS） - 番組内のトークコーナー「はなまるカフェ」[注釈 3]
- 悪友親友（TBS）
- 山田邦子のしあわせにしてよ （TBS）
- 2時っチャオ!（TBS） - 番組内のトークコーナー「鉄板しゃべっチャオ!」
- ディスカバ!99 → ぶっちゃけ!99（TBS）
- R30（TBS）
- わいわいティータイム（TBS）
- アイチテル!（TBS）
- うたばん（TBS）
- 海老名さん家の茶ぶ台（TBS）
- いっぷく!（TBS） - 番組内のトークコーナー「いっぷく!トーク」[注釈 3]
- 好きか嫌いか言う時間（TBS）
- Momm!!（TBS）
- ゴロウ・デラックス（TBS）
- JT一社提供枠（毎日放送制作・TBS系列）（『Ryu's Bar 気ままにいい夜』『植木等デラックス』ほか）
- 優雅なエゴイズム（毎日放送制作・TBS系列）
- たかじん・ナオコのシャベタリーノ（毎日放送制作・TBS系列）
- 1×1（毎日放送制作・TBS系列）
- たかじんONE MAN（毎日放送）
- すばらしき仲間（CBCテレビ制作・TBS系列）
- スター千一夜（フジテレビ）
- ラブラブショー（フジテレビ）
- 森田一義アワー 笑っていいとも!（フジテレビ） - 番組内のトークコーナー「テレフォンショッキング」、「タモリ・さんまの日本一の最低男」など
- ライオン一社提供小堺一機司会番組（フジテレビ）（『ライオンのいただきます』 → 『ライオンのいただきますII』→『ライオンのごきげんよう』）
- 北野ファンクラブ（フジテレビ）- 番組放送時間の3分の2以上はビートたけしと高田文夫のトークがメイン
- SMAP×SMAP（フジテレビ・関西テレビ共同制作） - 番組内のトークコーナー「BISTRO SMAP」
- とんねるずのみなさんのおかげでした（フジテレビ） - 番組内のトークコーナー「新・食わず嫌い王決定戦」、「トークダービー」
- めちゃ²イケてるッ!（フジテレビ） - 番組内のトークコーナー「やべっち寿司」、「E村Pのつなぎトーク（空き時間っす!!）」
- HEY!HEY!HEY! MUSIC CHAMP（フジテレビ）[注釈 4]
- TK MUSIC CLAMP（フジテレビ）
- 僕らの音楽シリーズ（フジテレビ）
- おそく起きた朝は… → おそく起きた昼は…（フジテレビ）
- あっぱれ!!さんま新教授（フジテレビ）
- 赤ちゃん金ちゃんしゃべる部屋（フジテレビ）
- おすピー&ロンブーの起きなさいよッ!!（フジテレビ）
- プロ野球ニュース（フジテレビ） - 番組内のシーズンオフ日替わり企画[注釈 5]
- ○○パン（フジテレビ）（『チノパン』『アヤパン』ほか）
- 鶴瓶・南原の日本のよふけ → 平成日本のよふけ（フジテレビ）
- バニラ気分! マツケン・今ちゃん・オセロのGO!GO!サタ（フジテレビ）
- 人志松本の○○な話（フジテレビ）- 番組内のトークコーナー「人志松本のゆるせない話」、「人志松本の好きなものの話」、「人志松本のゾッとする話」など
- 井の中のカワズ君（フジテレビ）
- ジェネレーション天国（フジテレビ）
- ヨルタモリ（フジテレビ）
- イザワオフィス制作志村けん番組（フジテレビ）（『志村笑!』『志村座』『志村の時間』ほか） - 番組内のトークコーナー「ゲストトーク」
- EG-style（フジテレビ） - 番組内のトークコーナー「EGトーク」
- さしこく〜サシで告白する勇気をあなたに〜（フジテレビ）
- 東京風〜TOKYO WINDS〜（フジテレビ）（特別番組）
- フルタチさん（フジテレビ）
- トーキングフルーツ（フジテレビ）
- かたらふ〜ぼくたちのスタア〜（フジテレビ）
- さまぁ〜ずの神ギ問（フジテレビ）
- 良かれと思って!（フジテレビ）
- 梅沢富美男のズバッと聞きます!（フジテレビ）
- 石橋貴明のたいむとんねる（フジテレビ）
- 三枝の爆笑美女対談（関西テレビ）
- KINCHOおもしろ倶楽部（関西テレビ制作・フジテレビ系列）（『スターご勝手対談』『たけしのここだけの話』『新伍・紳助のあぶない話』）
- アグネスの音楽に乾杯!→鶴瓶の音楽に乾杯!→スペンサーの喫茶店（東海テレビ）
- どーせヒマでしょ?（北海道文化放送）
- ウチナーアットホームTV ゆがふぅふぅ（沖縄テレビ）
- 13時ショー（NETテレビ） - 番組内に黒柳徹子によるトークコーナーがあった（『徹子の部屋』の原型）。
- 国分太一・美輪明宏・江原啓之のオーラの泉（テレビ朝日）
- 爆笑問題&日本国民のセンセイ教えて下さい!（テレビ朝日）（特別番組）
- マツコ&有吉の怒り新党（テレビ朝日）
- お坊さんバラエティ ぶっちゃけ寺（テレビ朝日）
- 橋下×羽鳥の番組（テレビ朝日）
- 日曜もアメトーーク!（テレビ朝日）
- ビートたけしのいかがなもの会（テレビ朝日）（特別番組）
- さまぁ〜ず×さまぁ〜ず（テレビ朝日）「フリートーク」
- CLUB紳助（朝日放送）
- ブルブルアンタッチャブル（朝日放送）
- くりくりぃむ（朝日放送）
- 女魂（メ〜テレ）
- ミエと良子のおしゃべり泥棒（テレビ東京）
- 気分はパラダイス（テレビ東京）
- レディス4（テレビ東京、水曜日のみ）
- やりすぎコージー（テレビ東京） - 番組内のトークコーナー「やりすぎ都市伝説」（現在は特別番組、不定期）
- ホリペイ（テレビ東京、BSジャパン）
- おしゃべりオジサンと怒れる女 → おしゃべりオジサンとヤバイ女（テレビ東京）
- たかじんNOマネー〜人生は金時なり〜（テレビ大阪）
- 山本耕史“スイートJAM”（BSジャパン）
- 石坂浩二のニッポン凄い人名鑑（BSジャパン）
- ザ・スター リバイバル（BSフジ）
- 堺でございます（BSフジ）
- 談志・陳平の言いたい放だい（TOKYO MX）
- 西部邁ゼミナール（TOKYO MX）
- バーばーヤング（サンテレビ）
- メレンゲの気持ち（日本テレビ）
- 上沼恵美子のおしゃべりクッキング（朝日放送テレビ[注釈 1]制作・テレビ朝日系列）
- ごごナマ（NHK総合） - 番組内のトークコーナー「おしゃべり日和」（13時台、月〜木曜日）
- バイキング → バイキングMORE（フジテレビ）
- サワコの朝（毎日放送・TBS共同制作）

- バゲット（日本テレビ） - 番組内のトークコーナー（コーナータイトル無し）
- ポップUP! - 番組内のトークコーナー「スター☆ニュース速報」
- スッキリ!!（日本テレビ、金曜日のみ） - 番組内のトークコーナー「気になるウワサ教えて!トークッス」
- TOKIOカケル（フジテレビ）
- アウト×デラックス（フジテレビ）
- ダウンタウンなう（フジテレビ）
- 快傑えみちゃんねる（関西テレビ）
- 中居大輔と本田翼と夜な夜なラブ子さん（TBS）
- 中居正広の金曜日のスマイルたちへ（TBS）
- ワイドナショー（フジテレビ） - 番組内のトークコーナー「ワイドナトピックス」、「あなたが取り上げてほしいニュース」、「ソノゴノショー」
- ダウンタウンDX（読売テレビ制作・日本テレビ系列）

など
かつてトークコーナーがあった番組（番組自体は継続中）
- アッコにおまかせ!（TBS） - 番組内のトークコーナー（コーナータイトル無し）
- ヒルナンデス!（日本テレビ） - 番組内のトークコーナー「トークナンデス!」

## 備考
出演者への事前アンケートが行われることも多い。番組によってその内容は様々だが、千原ジュニアは「ちょっとした番組1つ作るのにも20個くらいの質問が並んだアンケート用紙3、4枚を書かされる」と発言したことがある。このアンケートにちゃんと答えないと番組本番で発言の機会を与えてもらえなかったり（眞鍋かをり談）、企画会議で「このタレントは性格が悪い」など性格まで判断されることがあるという（鈴木おさむ談）。こういったことに疑問を持ち、事前アンケートを行わない、『A-Studio』の笑福亭鶴瓶などの司会者も存在する。